# 偷梁換柱
「偷梁換柱」是兵法三十六計的第廿五計。
原文為：「頻更其陣，抽其勁旅，待其自敗，而後乘之，曳其輪也。」
按說：「陣有縱橫，天衡為梁，地軸為柱，梁柱以精兵為之。故觀其陣，則知其精兵之所在。共戰他敵時，頻更其陣，暗中抽換其精兵，或竟代其為梁柱，勢成陣塌，遂兼其兵。并此敵以擊他敵之首策也。」